# Rotmistrivka, Smila
Rotmistrivka (în ucraineană Ротмістрівка) este o comună în raionul Smila, regiunea Cerkasî, Ucraina, formată numai din satul de reședință.

## Demografie
Componența lingvistică a comunei Rotmistrivka
     Ucraineană (97,04%)
     Rusă (2,69%)
     Alte limbi (0,17%)
Conform recensământului din 2001, majoritatea populației comunei Rotmistrivka era vorbitoare de ucraineană (97,04%), existând în minoritate și vorbitori de rusă (2,69%).

## Legături externe
- pl Rotmistrzówka 2.) miasteczko nad dopływem rzeki Serebrianki în Dicționarul geografic al Regatului Poloniei și al altor țări slave, volum IX (Poźajście — Ruksze) 1888

- pl Rotmistrzówka, miasteczko, powiat czerkaski în Dicționarul geografic al Regatului Poloniei și al altor țări slave, volum XV, p. 2 (Januszpol — Wola Justowska)1902